# Lanhères
Lanhères är en kommun i departementet Meuse i regionen Grand Est (tidigare regionen Lorraine) i nordöstra Frankrike. Kommunen ligger i kantonen Étain som tillhör arrondissementet Verdun. År 2022 hade Lanhères 55 invånare.

## Befolkningsutveckling
Antalet invånare i kommunen Lanhères
| Referens: INSEE |